# Radsatzlager

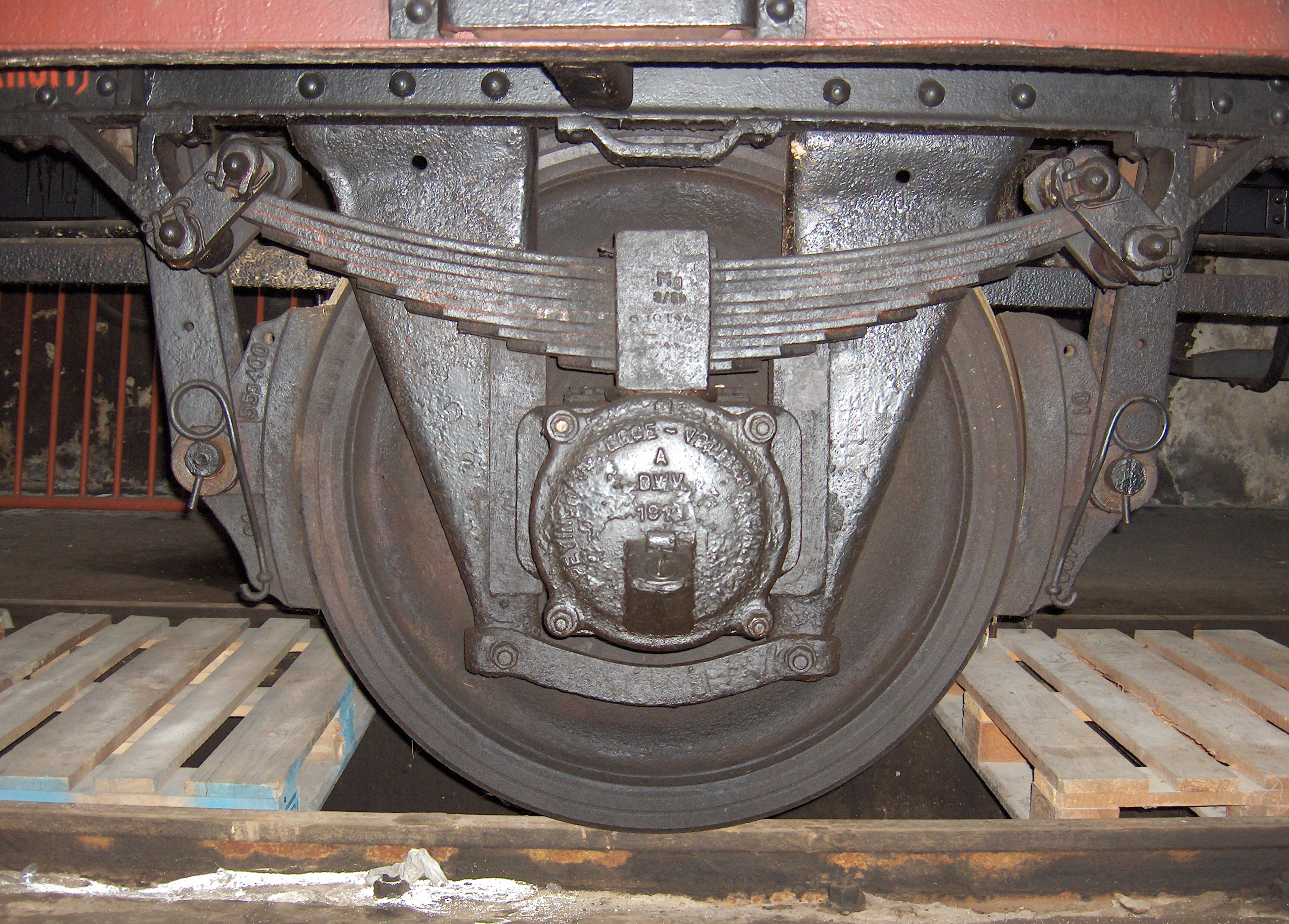
Radsatz mit Gleitlager. Am Achslagerdeckel ist der Öleinfüllstutzen sichtbar. (1922)

Das Radsatzlager oder Achslager ist ein Lager, das bei Schienenfahrzeugen zur Lagerung der Radsätze im Fahrzeug- oder Drehgestellrahmen eingesetzt wird. Die früher verwendeten Gleitlager wurden durch Rollenlager ersetzt, da diese in Bezug auf Betriebssicherheit, Rollwiderstand und Wartungsaufwand erhebliche Vorteile bieten. Radsatzlager, die sich übermäßig erwärmen führen zu Heißläufern.

## Aufgabe
Das Radsatzlager muss statische und dynamische Kräfte in vertikaler und horizontaler Richtung aufnehmen. Die statischen Kräfte bestehen aus dem Anteil der Gewichtskraft des Fahrzeugs, die auf dem Achslager ruht sowie aus den Radsatzquerkräften, die bei Bogenfahrt auftreten. Die dynamischen Kräfte entstehen durch Überfahren von Gleisunebenheiten, Rangierstöße, Anfahr- und Bremskräfte.

## Bauarten

### Gleitlager

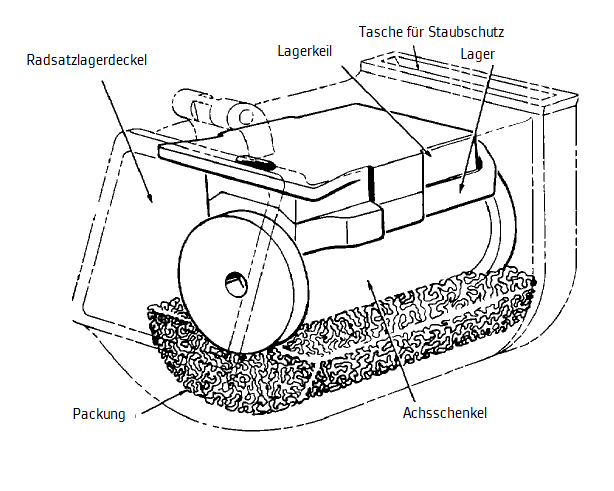
Aufbau eines Gleitlagers amerikanischer Bauart

Gleitlager sind heute nahezu ausschließlich in musealen Fahrzeugen zu finden. In diesen Lagern bewegt sich der Radsatzschenkel gleitreibend in der Lagerschale, die vom Radsatzlagergehäuse gehalten wird. Die Lagerschale umschließt den Achsschenkel in einem Winkel von 120° bei Wagen; bei Lokomotiven, aufgrund der horizontal wirkenden Antriebskräfte, insbesondere durch Stangenantriebe, kann dieser Winkel bis zu 270° betragen.
Die Lagerschale besteht aus einer Stützschale, die in der Regel aus Rotguss oder Bronze gefertigt ist, sowie einem Ausguss aus Lagermetall, wobei häufig Weißmetall verwendet wird. Die Schmierung des Lagers wird durch Mineralöl gewährleistet, das über Schmierpolster oder über Schleuderschmierung den Gleitflächen zugeführt wird.
Gleitlager hielten sich insbesondere bei Triebfahrzeugen mit Innenrahmen lange Zeit, da der Austausch von Rollenlagern bei innengelagerten Radsätzen das Abpressen der Radsterne oder -scheiben von der Radsatzwelle erfordert. Ein  Vorteil von Gleitlagern ist die einfache Realisierbarkeit von seitenverschiebbaren Radsätzen, die für einen zwangfreien Bogenlauf bei drei- und mehrachsigen Laufwerken in einem festen Rahmen notwendig sind. Nachteilig ist hingegen der Aufwand für die Kontrolle des Schmiermittelvorrates sowie das erforderliche regelmäßige Nachfüllen des Schmiermittels.

### Rollenlager

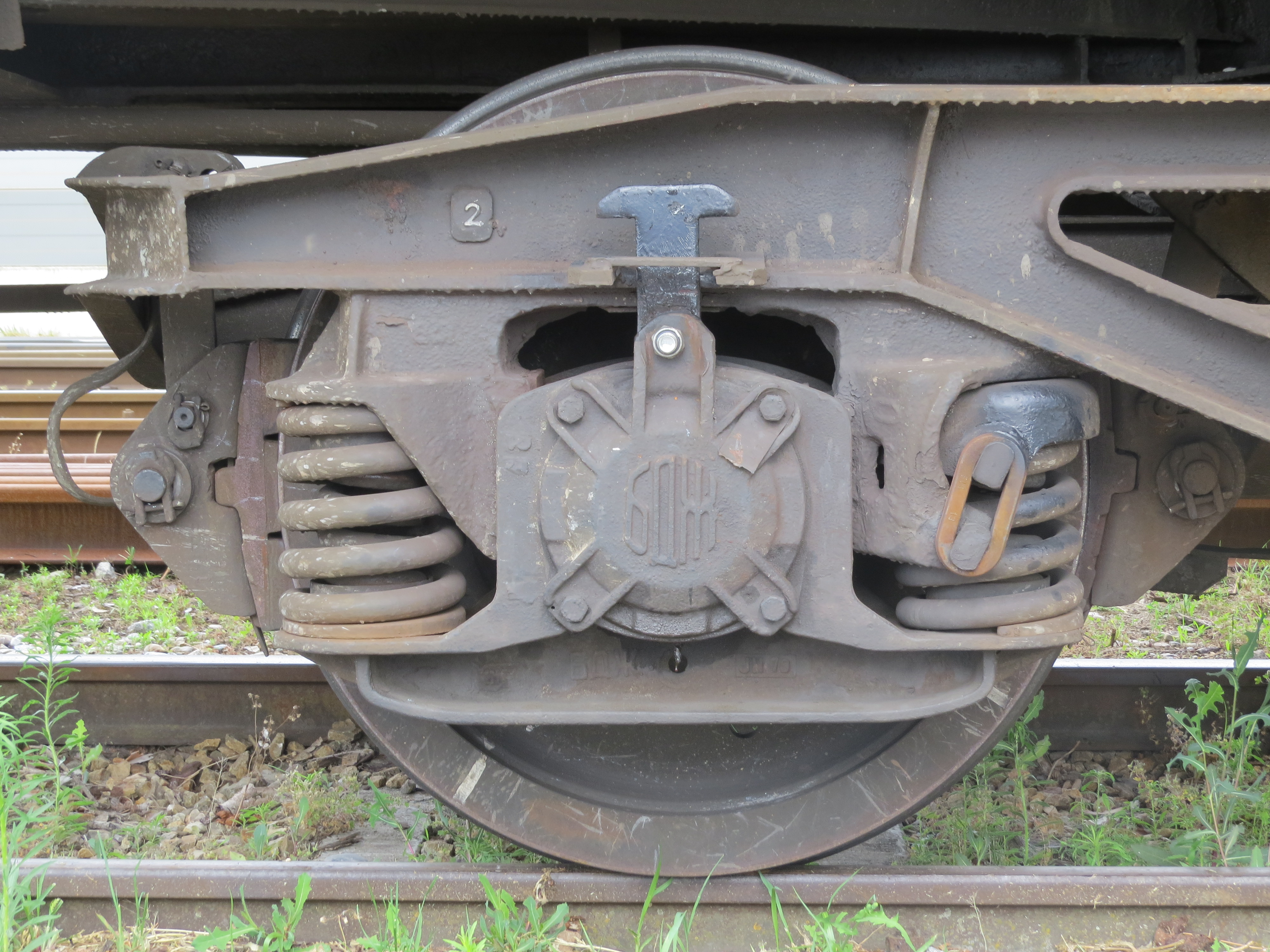
Radsatz mit Rollenlager an einem Eaos-Güterwagen

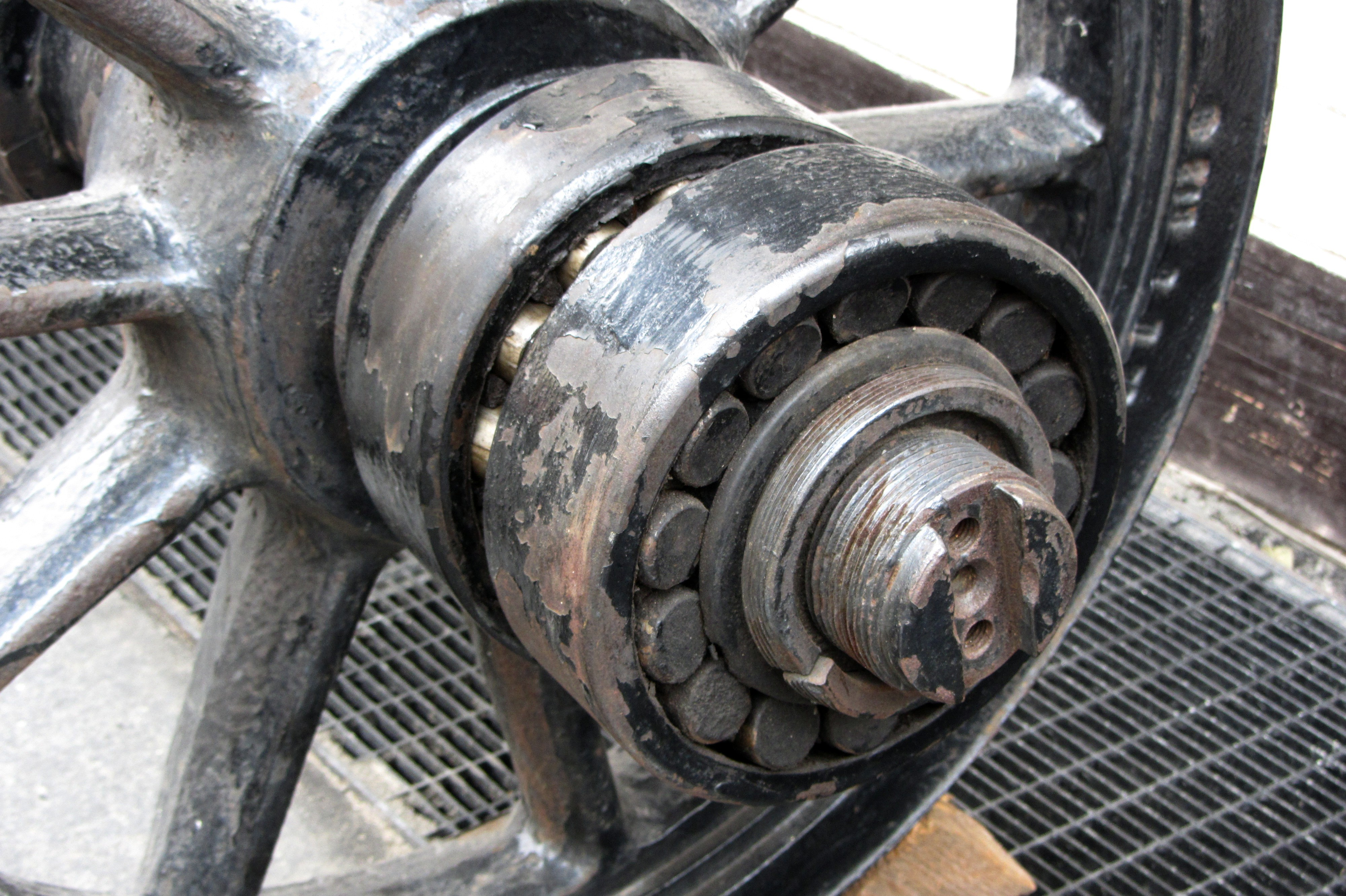
Doppelpendelrollenlager an einem historischen Straßenbahnfahrzeug

Als Radsatzlager werden Wälzlager verschiedener Bauarten verwendet.
Auseinandernehmbare Zylinderrollenlager sind im Bereich der UIC standardisiert. Sie werden in der Regel mit zwei Lagern pro Schenkel ausgeführt. Das Lagergehäuse ist auf der Rückseite mit einer Labyrinthdichtung ausgestattet, die gegen die rotierende Achswelle dichtet, und auf der Vorderseite durch den Achslagerdeckel verschlossen.
Bei der Montage werden die Innenringe mit einem induktiv arbeitenden Anwärmgerät auf ca. 120 °C erhitzt und auf den Achsschenkel aufgeschrumpft. Die Außenringe mit dem Rollenkranz werden gefettet in die Bohrung des Achslagergehäuses montiert. Nach dem Aufsetzen des Achslagergehäuses werden die Achskappenverschraubung installiert und festgezogen, damit die Innenringe axial verspannen und gesichert sind.
Bei älteren Triebfahrzeugen wurden häufig Pendelrollenlager in Doppelanordnung verwendet, was Verspannungen der Lager vermeidet. Amerikanische Güterwagen sind meist mit Kegelrollenlagern ausgestattet. Diese sind häufig als Kartuschenlager ausgeführt, wobei zwei Lager in Doppelanordnung mit Innen- und Außenring sowie Schmiermittel in einem Gehäuse, der Kartusche, untergebracht sind. Die Kartusche wird als Ganzes auf den Achsschenkel aufgezogen. Diese Bauweise wird oft ohne Lagerdeckel verwendet, so dass das drehende Radsatzwellenende bei Vorbeifahrt des Fahrzeugs sichtbar ist.